# Sturmiellina trinitatis
Sturmiellina trinitatis är en tvåvingeart som beskrevs av Thompson 1963. Sturmiellina trinitatis ingår i släktet Sturmiellina och familjen parasitflugor. Inga underarter finns listade i Catalogue of Life.